# Mathias Rüegg
Mathias Rüegg (* 8. Dezember 1952 in Zürich) ist ein Schweizer Jazzmusiker, Pianist, Komponist, Arrangeur und Bandleader. 

## Leben und Wirken
Rüegg wurde zunächst Lehrer und unterrichtete an Sonderschulen, bevor er sich mit 21 Jahren entschloss, Musiker zu werden. Er studierte dazu an der Hochschule für Musik in Graz klassische Komposition und Jazz-Piano. Im Alter von 24 Jahren ging er nach Wien, wo er seinen Lebensunterhalt als Pianist in Nachtclubs verdiente. 
1977 gründete er, unterstützt von Wolfgang Puschnig, das Vienna Art Orchestra (zunächst als Wiener Art Orchester). 1983 gründete er zudem den Vienna Art Choir. Im Juli 2010 löste er das Orchester wegen finanzieller Schwierigkeiten nach einem letzten Konzert in Viktring auf. Dort waren unter anderem sechs von ihm arrangierte Lieder von Gustav Mahler präsentiert worden. Rüegg leitete das Ensemble über 30 Jahre und schrieb alle Eigenkompositionen, die das Orchester öffentlich spielte. Daneben konzipierte er Bühnen- und Filmmusiken, arbeitete eng mit dem Theatermacher George Tabori zusammen, aber auch mit Ernst Jandl in Jazz & Lyrik-Produktionen, an denen auch Lauren Newton und Wolfgang Puschnig beteiligt waren. Außerdem schrieb er Werke für andere Big Bands, aber auch für Ensembles im klassischen Sektor wie die Wiener Symphoniker oder die Basel Sinfonietta. Er komponiert außerdem Kammermusik, zum Beispiel für Michel Portal, Corin Curschellas oder Wolfgang Muthspiel Solokonzerte mit Kammerorchester, aber auch Kompositionen für unterschiedliche klassische Besetzungen. 2011 erschien bei paladino music Rüeggs erste ausschließlich seinem kammermusikalischen Schaffen gewidmete CD chamber music tenminusnine.
Rüegg initiierte 1993 die Gründung des Wiener Jazzclubs Porgy & Bess, dessen langjähriger Leiter er war. 2003 war er gemeinsam mit Bill Frisell musikalischer Leiter des Festivals Century of Song. 1996 gründete er den Verein Austrian Music Office (AMO), der auch den Hans-Koller-Preis ausrichtete sowie präsentierte. Nachdem die Finanzierung des Preises nicht mehr gesichert war, legte Rüegg die Aktivitäten des preisausrichtenden Gremiums im April 2010 auf Eis.
2011 komponierte Rüegg in New York die Musik für die neue Show des Big Apple Circus.
2013 war Rüegg der Impulsgeber, Arrangeur und auch selbst als Pianist an den Aufnahmen wie an Livekonzerten beteiligter Mastermind von Lia Pales Debütalbum Gone Too Far, einer modernen Interpretation von Franz Schuberts Winterreise; zwei der Stücke hatte Rüegg bereits für die New Yorker Show des Big Apple Circus arrangiert und Lia Pale gebeten, sie mit ihm aufzunehmen. Aus diesem Kontakt entwickelte sich eine längere Zusammenarbeit, die auch zu weiteren gemeinsamen Alben führte. 2016 komponierte er zudem mit Alban Darche und Jean-Christophe Cholet Le Tombeau de Poulenc für Bigband und zwei Pianisten (Album 2017 bei Yolkmusic).
2020 veröffentlichte Rüegg sein 40 Tage währendes Pandemie-Kompositionsprojekt Solitude Diaries, das als CD mit gleichem Titel bei Lotus Records veröffentlicht wurde. Die 40 Kompositionen für Klavier wurden von Soley Blümel, Jean-Christophe Cholet, Ladislav Fančovič, Johanna Gröbner, František Jánoška, Oliver Kent, Lukas Kletzander, Mathias Rüegg, Oliver Schnyder und  Elias Stemeseder eingespielt. Sein Doppelalbum The Blue Piano / The Advantage of Writing Music (2023) erhielt geteilte Kritiken.
Daneben unterrichtete Rüegg ab 2011 am Institut für Popularmusik (IPOP) der Universität für Musik und darstellende Kunst Wien.

## Preise und Auszeichnungen
Von 1984 bis 1986 zeichnete ihn der Down-Beat-Kritikerpoll jährlich als besten Arrangeur aus. Er erhielt ferner mehrere Schallplattenpreise, 1993 den Prix Bobby Jaspar der Académie francaise du Jazz und 1999 den großen Preis der SUISA. 2001 wurde ihm der Österreichische Würdigungspreis für Musik verliehen, 2009 der Musikpreis der Stadt Wien.

## Lexikalische Einträge
- Carlo Bohländer, Karl Heinz Holler, Christian Pfarr: Reclams Jazzführer. 3., neubearbeitete und erweiterte Auflage. Reclam, Stuttgart 1989, ISBN 3-15-010355-X.
- Ian Carr, Digby Fairweather, Brian Priestley: Rough Guide Jazz. Der ultimative Führer zum Jazz. 1800 Bands und Künstler von den Anfängen bis heute. 2., erweiterte und aktualisierte Auflage. Metzler, Stuttgart/Weimar 2004, ISBN 3-476-01892-X, S. 588.
- Peter Niklas Wilson (Hrsg.): Jazz Klassiker, Bd. 2. Reclam, Stuttgart 2005, S. 771–777, ISBN 3-15-030030-4.

## Filme
- Big Band Poesie (Regie: Stefan Schwietert; Schweiz 2007)[5]